# Duguetia microphylla
Duguetia microphylla là loài thực vật có hoa thuộc họ Na. Loài này được (R.E.Fr.) R.E.Fr. mô tả khoa học đầu tiên năm 1919.